# Jean-Baptiste Romé de l'Isle

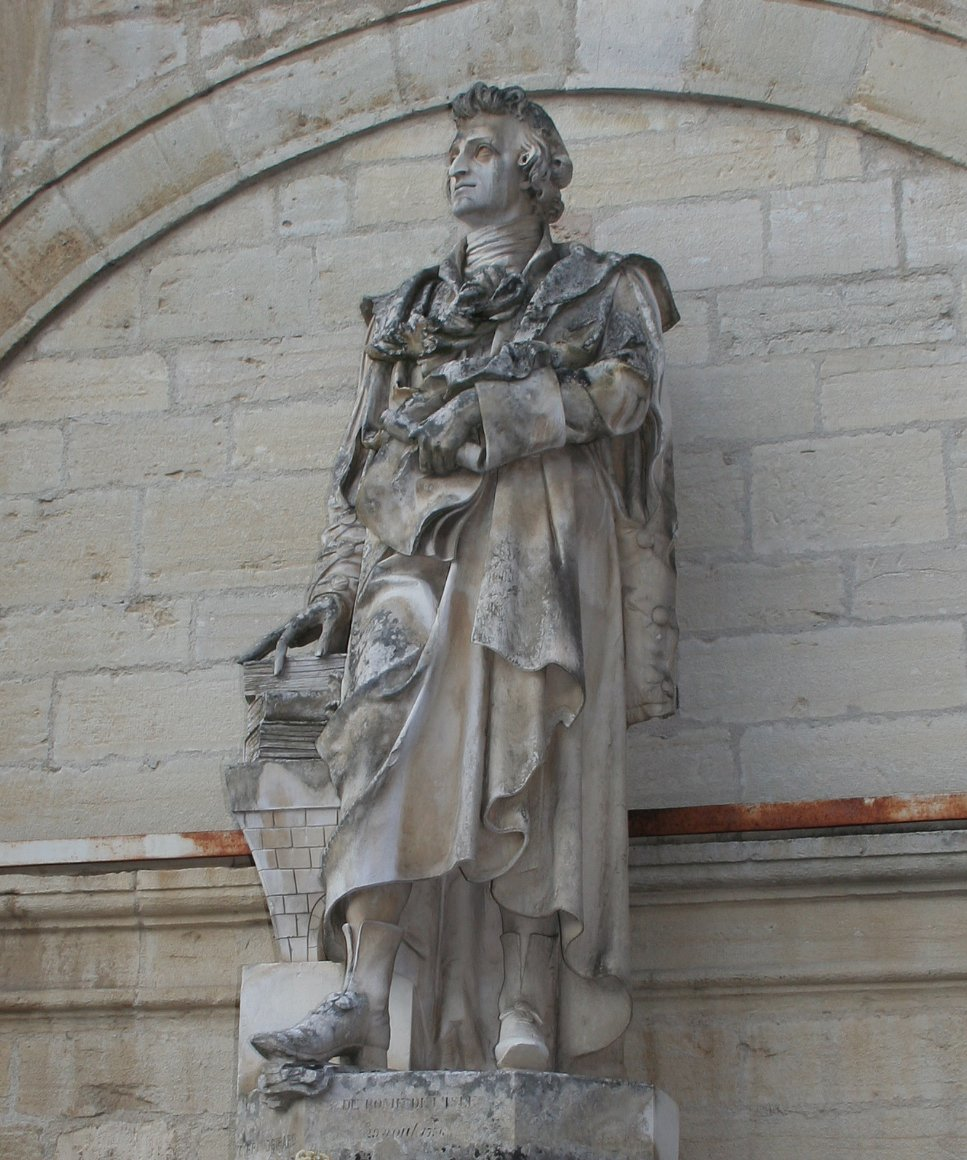
Jean-Baptiste Romé de l'Isle, staty i Gray, Haute-Saône.

Jean-Baptiste Louis Romé de l'Isle, född 26 augusti 1736 i Gray, departementet Haute-Saône, död 7 mars 1790 i Paris, var en fransk mineralog.
Romé de l'Isle deltog i kampen mot britterna i Indien och kom efter en treårig fångenskap tillbaka till Paris 1764. Under sin utlandsvistelse hade han blivit intresserad av naturalhistoria och studerade därefter i synnerhet mineral och kristaller, först med stöd av enskilda och senare av kung Ludvig XVI av Frankrike. På grundval av egna mätningar framställde han 1772 lagen om kristallvinklarnas konstans (Nicolaus Steno hade visserligen långt tidigare fastställt denna lag, men hans arbete var bortglömt), och Romé de l'Isle blev därvid den förste grundläggaren av kristallografin, som därefter genom René Just Haüys arbete fick betydligt större spridning.
Romé de l'Isle invaldes som ledamot i svenska Vetenskapsakademien 1775.